# فريدة صابونجي
فريدة صابونجي (10 أغسطس 1930 - 17 سبتمبر 2022) كانت فنانة وممثلة سينمائية ومسرحية جزائرية ولدت في عام 1930 في حي الدويرات بمدينة البليدة. اشتهرت بأداء أدوار المرأة الغنية والمتغطرسة، القاسية القلب أحيانًا، وتميزت بشخصية قوية جعلت منها رمزًا في عالم الفن الجزائري.
دخلت عالم المسرح في سن مبكرة حيث كانت تبلغ حوالي 13 سنة، وشاركت على خشبته إلى جانب كبار الفنانين مثل محي الدين بشطارزي، رويشد، ومحمد التوري. بدأت مسيرتها الفنية من خلال الإذاعة الوطنية في عام 1947 بدعم من محي الدين بشطارزي. في الخمسينيات قدمت العديد من الأعمال المسرحية الكلاسيكية بالمسرح الوطني المعروف بـ"الأوبرا"، مثل أوتيلو، أوتيفون، تارتيف، قناع الجحيم، والدنجوان، رفقة مصطفى كاتب، محمد التوري، نورية، وكلثوم وغيره من نجوم الفن الجزائري.
في عام 1989، شاركت في مسلسل المصير تحت إدارة المخرج جمال فزاز، حيث قامت بدور يتطلب الكثير من الغطرسة والقوة، ونجحت في تقديمه بشكل لاقى إعجاب الجمهور. كما قدمت دورًا مميزًا في مسلسل كيد الزمن سنة 1999، مما رسخ صورتها كفنانة تجيد تجسيد الأدوار المتسلطة، على الرغم من أن هذه الأدوار لا تعكس شخصيتها الحقيقية. آخر أعمالها كان دار البهجة في سنة 2013.

## وفاتها
توفيت يوم السبت 17 سبتمبر 2022 عن عمر ناهز 92 عاما، بعد معاناتها مع المرض.

## روابط خارجية
- فريدة صابونجي على موقع IMDb (الإنجليزية)
- فريدة صابونجي على موقع قاعدة بيانات الأفلام العربية
- فريدة صابونجي على موقع قاعدة بيانات الفيلم (الإنجليزية)